# سرو ترس کاندو
سرو ترس کاندو (به اسپانیایی: Cerro Tres Kandú) یک کوه در پاراگوئه است که در بخش گوآیرا واقع شده‌است. سرو ترس کاندو ۸۴۲ متر بالاتر از سطح دریا واقع شده‌است.